# Bataille de l'Elle
 (octobre 2013).
Seconde Guerre mondiale
Batailles
Opérations de débarquement (Neptune)
- Tonga (Deadstick, Batterie de Merville)
- Albany (Chicago, Manoir de Brécourt)
- Boston (Detroit)
- Utah Beach
- Omaha Beach (Pointe du Hoc)
- Gold Beach
- Juno Beach
- Sword Beach

Secteur anglo-canadien
- Caen
- Authie
- Perch (Villers-Bocage)
- Putot
- Bretteville-l'Orgueilleuse
- Norrey
- Mesnil-Patry
- Martlet
- Epsom
- Windsor
- Charnwood
- Jupiter
- Atlantic
- Goodwood
- Crête de Verrières
- Spring
- Bluecoat
- Totalize
- Tractable

Secteur américain
- Carentan
- Cotentin
- Cherbourg (Bombardement)
- Bataille des Haies (Elle, Saint-Lô, La Haye-du-Puits)
- Cobra
- Mortain

Fin de la bataille de Normandie et libération de l'Ouest
- Rennes
- Saint-Malo
- Brest
- Poche de Falaise
- Chambois
- Paris

Mémoire et commémorations
- Cimetières militaires de la bataille de Normandie
- Commémorations du 70e anniversaire
- Projet UNESCO de classement des plages

La bataille de l'Elle est un épisode de la bataille de Normandie, pendant la Seconde Guerre mondiale. Elle commence  le 12 juin 1944 pour s'achever le 13 juin avec la traversée de l'Elle par les troupes américaines.

## Le Déroulement

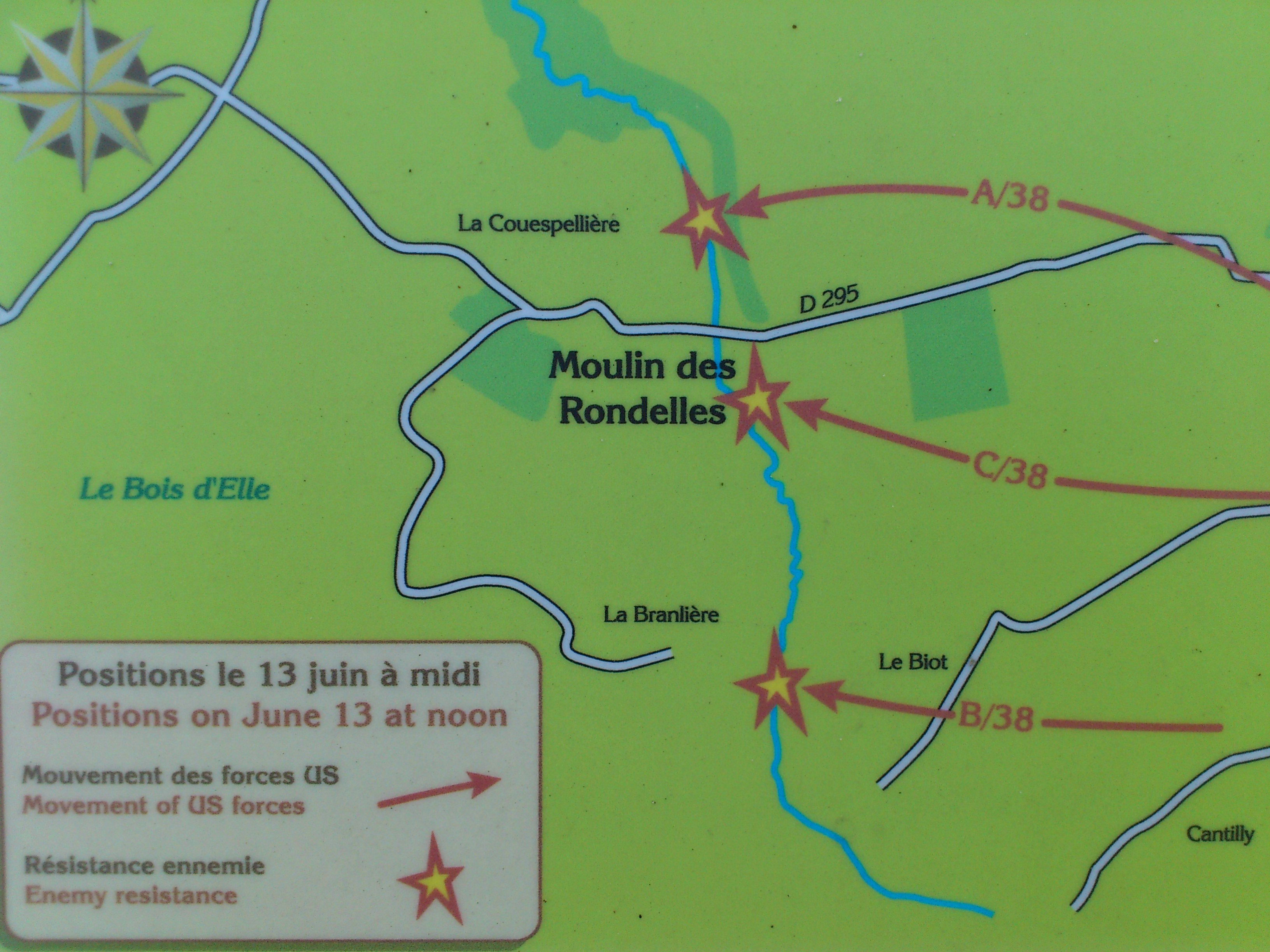
Plan de la bataille.

Le 12 juin 1944 la 2e division d'infanterie américaine reçut l'ordre de traverser l'Elle. Quand les troupes atteignirent la rive est, elles rencontrèrent une résistance ennemie, qui présageait la fin de l'avancée rapide commencée le 7 juin 1944. Malgré le fait que l'Elle soit une petite rivière facilement franchissable, sa traversée fut durement disputée.
Le 12 juin 1944 une première tentative de traversée fut arrêtée dès le départ par un feu nourri de mitrailleuses et de mortiers provenant de la rive ouest.
Le 13 juin 1944 les hommes de la Compagnie C du 38e Régiment d'Infanterie reçurent l'ordre de traverser la rivière à cet endroit. La première tentative dans la matinée échoua et ce n'est que dans l'après-midi après la deuxième offensive qu'ils réussirent à atteindre l'autre rive.
La dureté des combats provoqua de nombreuses pertes, 10 hommes de la Compagnie C furent tués et 23 autres blessés. Au total, les pertes de la 2e division d'infanterie américaine durant ces 2 jours de combat s'élevèrent à 540 tués, blessés ou disparus. L'assaut décisif eut lieu à moulin des Rondelles, où les combats firent onze morts dans les rangs américains.
Pendant la deuxième attaque de la Compagnie C le 13 juin 1944, les hommes furent arrêtés par un feu nourri de mitrailleuses. Des mortiers ennemis commencèrent à ajuster leur tir sur les GI. Se rendant compte de la gravité de la situation et réalisant que les obus de mortiers allaient bientôt tomber sur eux, le soldat de première classe Mister incita les hommes à bouger et continuer leur avance.
Il se précipita de sa propre initiative devant les hommes en direction de la rivière. Sachant que ses chances de survie étaient maigres il cria, «Allez, suivez-moi!». Le soldat de première classe Mister chargea droit vers l'ennemi situé en haut de la pente, lorsqu'il fut mortellement touché. Inspirés et encouragés par les actions du soldat de première classe Mister, les hommes de la Compagnie C avancèrent et remportèrent la bataille.

## Commémorations

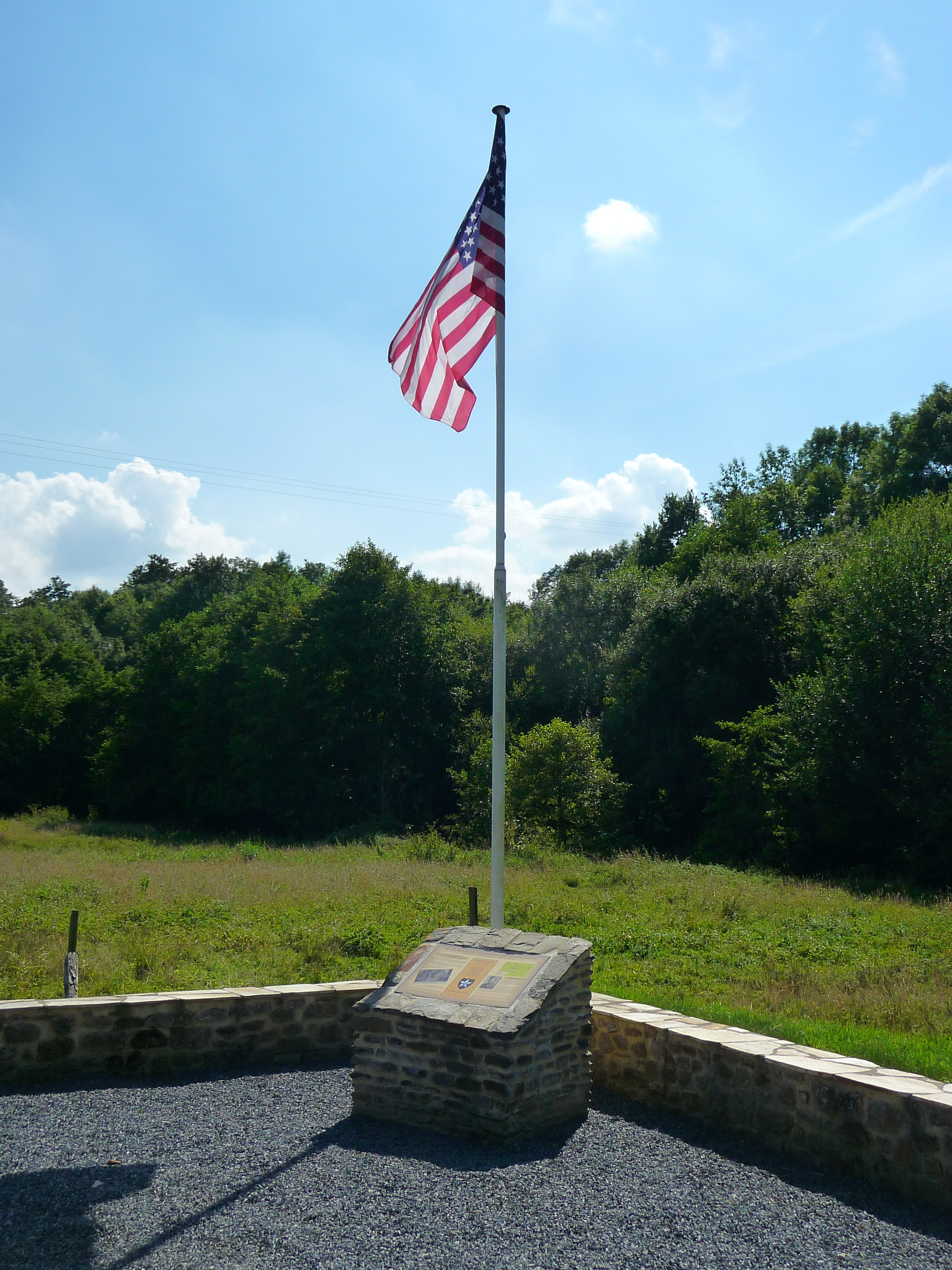
Stèle du Moulin des Rondelles

En hommage aux soldats ayant combattu lors de cette bataille, la municipalité de Cerisy-la-Forêt a fait ériger en leur honneur, en 2009, une stèle au Moulin des Rondelles, où se déroulèrent une partie des combats du 13 juin.

## Galerie

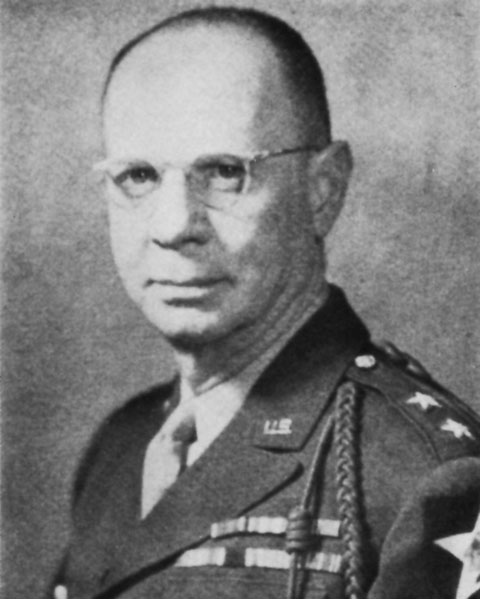
Le général Walter M. Robertson
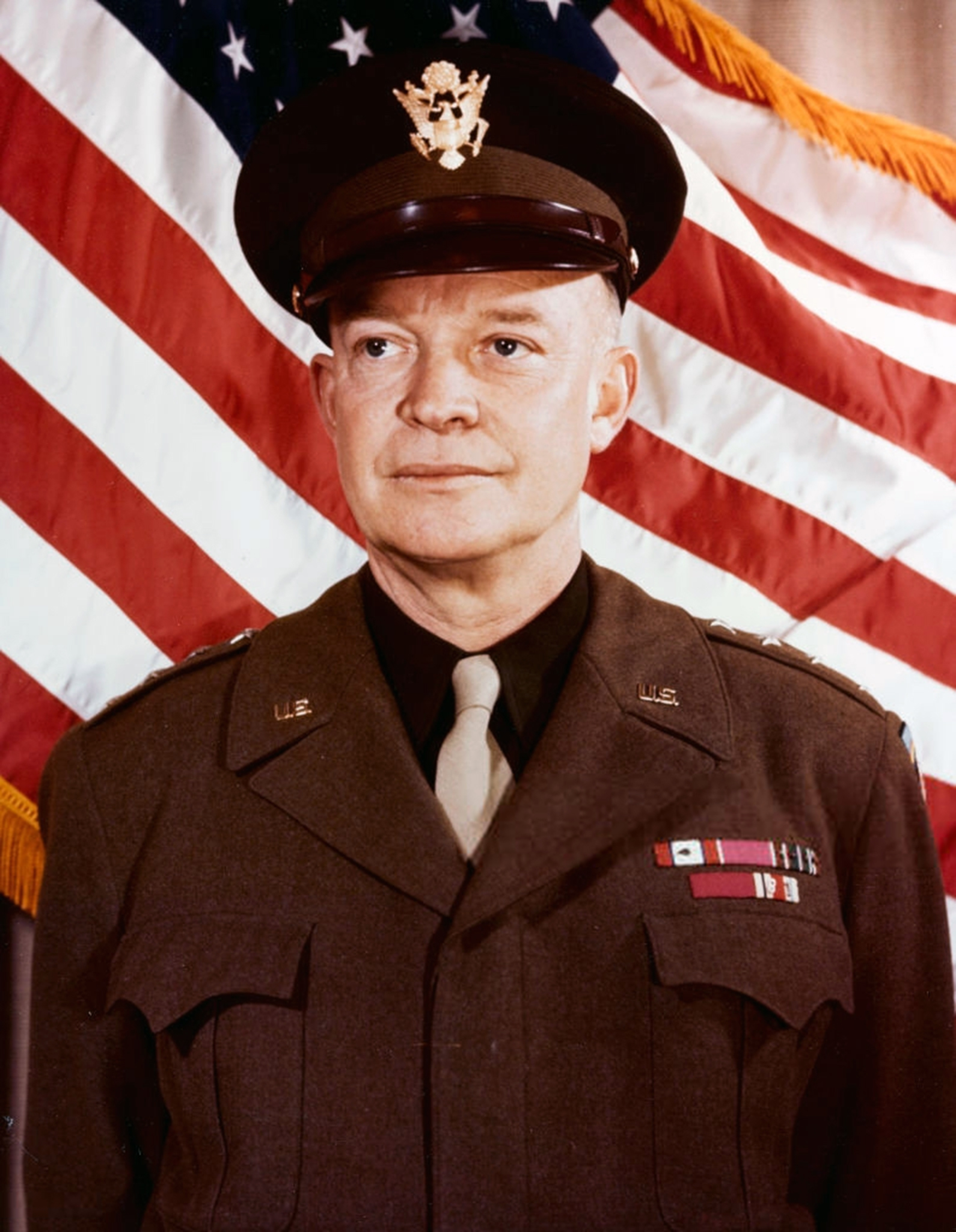
Le général Eisenhower
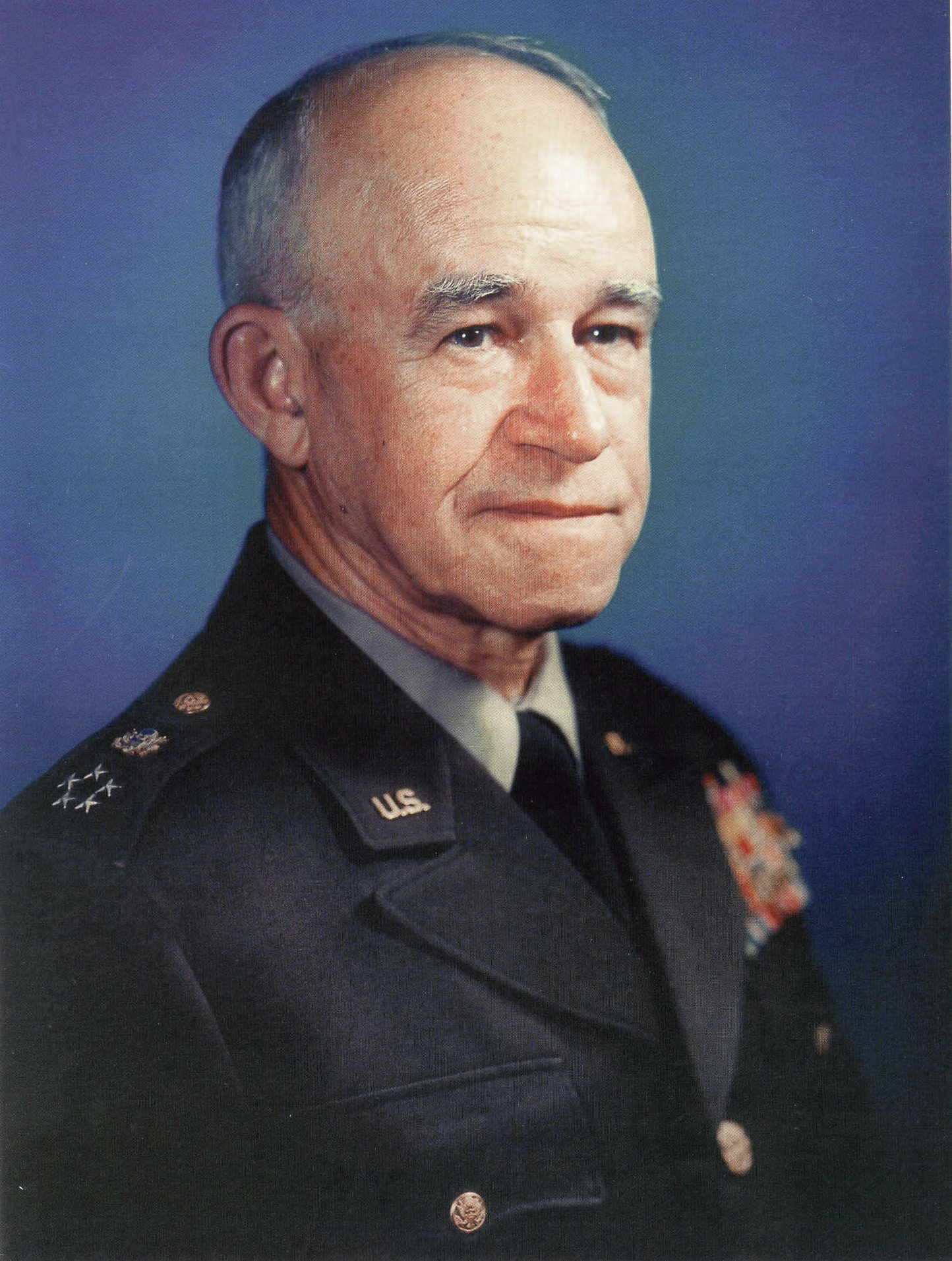
Omar Bradley